# Glacier Knik
Pour les articles homonymes, voir Knik.
Le glacier Knik, en anglais Glacier Knik, est un glacier d'Alaska aux États-Unis situé à environ 80 kilomètres d'Anchorage, à l'extrémité nord des montagnes Chugach. Son étendue de glace est de 40 kilomètres de long sur 8 de large et en fait un des plus grands glaciers du Sud-Est de l'Alaska. Il alimente la rivière Knik qui se jette dans le Knik Arm du golfe de Cook.
Le lac George, qui est le lac glaciaire formé juste devant le glacier, fait partie d'un National Natural Landmark en raison d'un jökulhlaup : la rupture du barrage de glace expulsant brutalement une grande quantité d'eau, de glace et de débris dans la vallée, entraînant de graves inondations qui détruisaient les installations des habitants et occasionnait des dégâts sur les routes qui reliaient Anchorage et la vallée Matanuska-Susitna. Ce phénomène, qui se produisait tous les ans, a disparu en 1967 à cause de la fonte des glaces.
Un pari avait lieu parmi les pionniers, pour savoir quand le digue de glace se briserait provoquant l'inondation de la vallée.
En 1991, une partie du film Star Trek 6 : Terre inconnue a été tourné sur le glacier Knik. Actuellement le glacier est un lieu touristique, avec de nombreux visiteurs et des survols en avion organisés.